# ۱۰۳۸ (میلادی)
۱۰۳۸ (میلادی) هزار و سی و هشتمین سال تقویم میلادی است.

## زادگان
- حکیم عمر خیام

## درگذشتگان
‎